# Ildebrando Antoniutti
Ildebrando Antoniutti (ur. 3 sierpnia 1898 w Nimis, archidiecezja Udine, zm. 1 sierpnia 1974 koło Bolonii) – włoski duchowny katolicki, dyplomata watykański, kardynał.
Studiował w seminarium w Udine oraz w Seminarium Papieskim w Rzymie. Przyjął święcenia kapłańskie 5 grudnia 1920. W latach 1921–1927 był wykładowcą seminarium w Udine oraz sekretarzem arcybiskupa Udine. Od 1927 w służbie dyplomatycznej Watykanu; był sekretarzem delegatury apostolskiej w Chinach, audytorem tej delegatury oraz nuncjatury w Portugalii. 24 września 1931 otrzymał tytuł honorowego szambelana papieskiego.
19 maja 1936 został mianowany arcybiskupem tytularnym Sinnada di Frigia i wyznaczony na delegata apostolskiego w Albanii; sakry biskupiej udzielił mu 29 czerwca 1936 w Rzymie kardynał Pietro Fumasoni Biondi, prefekt Kongregacji Rozkrzewiania Wiary. W lipcu 1937 Antoniutti został mianowany specjalnym wysłannikiem papieskim w Hiszpanii, w związku z trwającą tam wojną domową.
Od lipca 1938 do października 1953 delegat apostolski w Kanadzie i Nowej Fundlandii; 1953–1963 nuncjusz w Hiszpanii.
19 marca 1962 został kreowany przez papieża Jana XXIII kardynałem, otrzymał tytuł prezbitera S. Sebstiani ad Catacumbas. Brał udział w obradach soboru watykańskiego II, a także w konklawe 1963 po śmierci papieża Jana. 26 lipca 1963 został mianowany prefektem Kongregacji Zakonów.
Brał udział w sesjach Światowego Synodu Biskupów (1967, 1969, 1971); we wrześniu 1973 zrezygnował z funkcji prefekta Kongregacji, został jednocześnie promowany na kardynała-biskupa i otrzymał diecezję kardynalską Velletri.
Zginął w wypadku samochodowym, został pochowany w kościele parafialnym w rodzinnym Nimis.